# John Hay Whitney
John Hay Whitney (* 17. August 1904 in Ellsworth, Maine; † 8. Februar 1982) war ein US-amerikanischer Unternehmer, Diplomat, Verleger, Kunstmäzen und Kunstsammler.

## Leben
Sein Vater, Payne Whitney, war Unternehmer und seine Mutter, Helen Hay Whitney, war Kunstmäzenin. Seine Schwester hieß Joan Whitney Payson. Whitney studierte an der Yale University und war im Zweiten Weltkrieg bei der United States Army tätig.
In den 1930er Jahren investierte er in mehrere Broadwayshows, unter anderem in Peter Arnos Revue von 1931 Here Goes the Bride. Weiters investierte er in das US-amerikanische Unternehmen Technicolor. Gemeinsam mit Merian C. Cooper gründete er Pioneer Pictures. Whitney war von 1961 bis 1966 Verleger der US-amerikanischen Zeitung New York Herald Tribune, die er durch sein 1946 gegründetes Unternehmen Whitney Communications Corporation erworben hatte. Er unterstützte politisch den republikanischen Politiker Dwight D. Eisenhower. Von 1957 bis 1961 war Whitney als Nachfolger von Winthrop W. Aldrich, Botschafter der Vereinigten Staaten im Vereinigten Königreich.
1930 heiratete Whitney die Rennpferdebesitzerin Liz Whitney Tippett, von der er sich 1940 scheiden ließ. Whitney heiratete in zweiter Ehe Betsey Cushing Whitney, die Tochter des US-amerikanischen Neurologen Harvey Cushing und geschiedene Ehefrau von James Roosevelt. Das Ehepaar adoptierte zwei Mädchen. Zu seinen engen Freunden gehörte unter anderem Fred Astaire.
In den 1970er Jahren galt Whitney als einer der zehn reichsten Menschen der Welt. Zu seinen umfangreichen Besitzungen gehörten beispielsweise ein Anwesen auf Long Island, die Greenwood Plantation in Georgia, ein Stadtappartement und ein weiteres Stadthaus in Manhattan, ein Anwesen auf Fishers Island vor der Küste von Connecticut oder auch ein 12-Zimmer-Haus in Saratoga Springs und ein Haus in Surrey, England, in der Nähe der Ascot Pferderennbahn. In Augusta, Georgia, war er Mitglied des Augusta National Golf Club.
Unter anderem förderte Whitney mit finanziellen Spenden das New York Presbyterian Hospital und die New York Public Library. 1946 gründete er die John Hay Whitney Foundation für Bildungsprojekte. Als Kunstsammler gehörte ihm unter anderem das Renoir-Gemälde Bal au moulin de la Galette, das seine Ehefrau 1990 nach seinem Tode bei Sotheby’s in New York City versteigerte.